# Megopis bowringi
Megopis bowringi är en skalbaggsart som först beskrevs av Charles Joseph Gahan 1894.  Megopis bowringi ingår i släktet Megopis och familjen långhorningar.
Artens utbredningsområde är:
- Burma.
- Nepal.

Inga underarter finns listade i Catalogue of Life.